# 陳潤 (永樂進士)
陳潤（1377年—？），字澤民，福建福州府連江縣欽平上里人，明朝政治人物。

## 生平
永樂六年（1408年）戊子科福建鄉試舉人。永樂十年（1412年），登壬辰科進士，任大理寺评事、楚府经历。

## 家族
曾祖陳文泉。祖父陳子穆。父亲陳思哲。